# Bakshi Banu Begum
Bakshi Banu Begum (in persiano بخشی بانو بیگم‎; Delhi, settembre 1540 – 1596) è stata una principessa indiana, figlia di Humayun, secondo imperatore Moghul.

## Biografia
Bakshi Banu Begum nacque nel settembre 1540 a Delhi, da Humayun, secondo imperatore Moghul, e dalla consorte Gunwar Bibi, nobile afghana. La sua nascita fu accolta con delusione, dal momento che Humayun era all'epoca senza eredi e durante la gravidanza era stato più volte predetto l'arrivo di un maschio. 
Nel 1543, nel corso delle guerre civili in cui era coinvolto suo padre, fu catturata, insieme a molti altri, fra cui il suo fratellastro neonato Akbar, da suo zio Askari Mirza, che la fece scortare prima a Qandahar e poi, nel dicembre 1545, a Kabul, dove fu affidata a sua moglie Sultanum. 
Dopo essersi riunita con suo padre, nel 1550 fu promessa in sposa a Ibrahim Mirza (1534 - 1560), figlio maggiore di Sulaiman Shah Mirza, governatore di Badakhshan, e di sua moglie Haram Begum, figlia di Wais Kulabi Qibchaq Mughal. La famiglia paterna dello sposo dichiarava di discendere, tramite Shah Begum, addirittura da Alessandro Magno. Bakshi rimase vedova nel 1560, a vent'anni, senza aver avuto figli noti, quando suo marito morì assassinato. 
Prima della fine dell'anno, fu fatta risposare con Sharifuddin Hussain Mirza, viceré di Mewat e generale di Akbar, figlio di Khawaja Moin Ala-ud-din e Kichak Begum, figlia di Mir Ala-ul-Mulk Termizi e Fakhr Jahan Begum, figlia del sultano Abu Sa'id Mirza. Dopo il matrimonio, lo sposo fu promosso viceré di Ajmer. Anche questo matrimonio rimase apparentemente senza figli. 
Bakshi Banu Begum morì nel 1596. 